# Chosrau II.

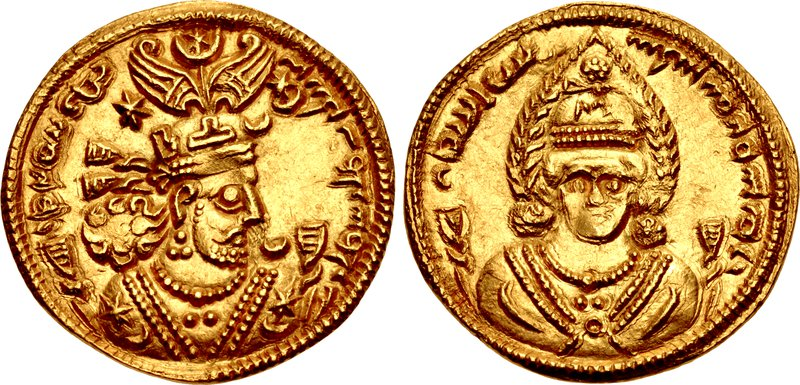
Dinar Chosraus II. mit Büste von Anahita.

Chosrau II., mit dem Beinamen Parviz (von mittelpersisch Aparwēz, „Sieger“ bzw. „Siegreicher“), war ein spätantiker persischer Großkönig aus dem Herrscherhaus der Sassaniden. Chosrau II. regierte von 590 bis 628 und war der letzte bedeutende sassanidische Herrscher. Er starb Ende Februar 628 (wahrscheinlich am 28. des Monats).

## Leben

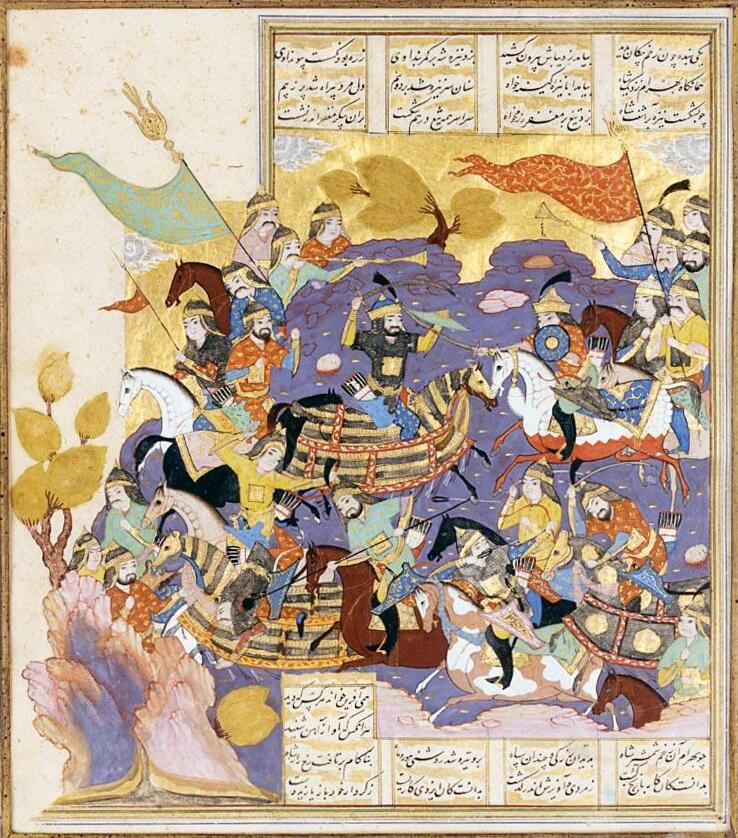
Chosrau II. greift Bahram Tschobin an. Osmanische Miniaturmalerei von Schahname, Täbris-Stil, 1580

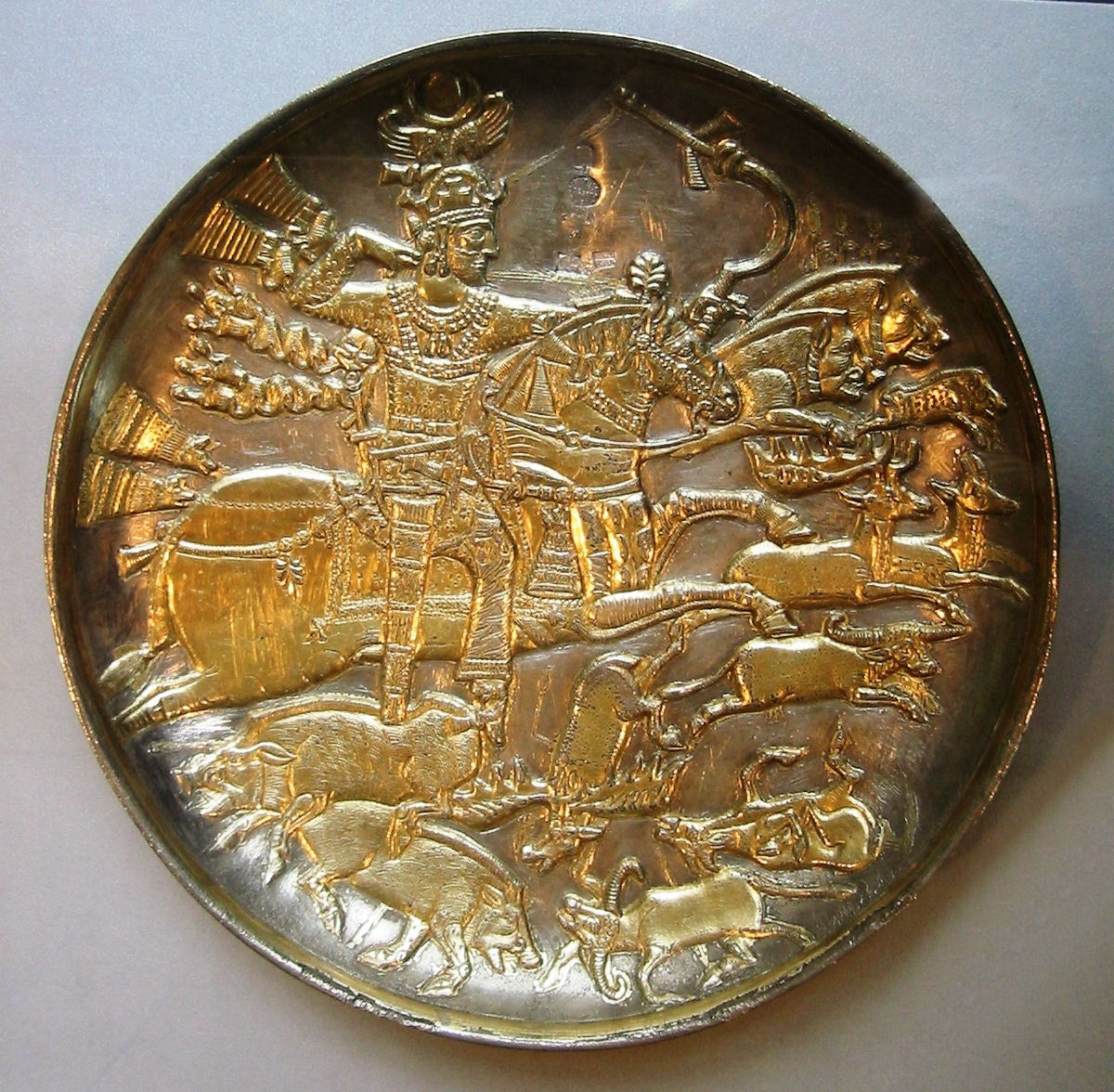
Darstellung einer Jagdszene mit Chosrau II. (sassanidische Darstellung des 7. Jahrhunderts), Cabinet des Medailles, Paris

Chosrau II. wurde wohl um 570 geboren, da er als junger Mann auf den Thron gelangte. Sein Vater war Hormizd IV., der Sohn des bedeutenden Sassanidenkönigs Chosrau I., seine Mutter entstammte der bedeutenden Adelsfamilie Aspābaḏ. Chosrau selbst wurde recht jung als Gouverneur in der persischen Kaukasusregion eingesetzt, offenbar um so Regierungserfahrung zu sammeln. 590 erhob sich der erfolgreiche General und Thronprätendent Bahram Tschobin gegen den recht unbeliebten Hormizd, den seine Anhänger bald im Stich ließen. Chosraus Onkel Bindoe und Bistam agierten daraufhin gegen ihren Schwager Hormizd und stürzten diesen in einem Putsch, in dessen Verlauf Hormizd schließlich ermordet wurde. Chosrau (der eventuell in den Putsch verwickelt war, was aber unsicher ist) wurde nun zum König erhoben. Er wurde wohl im Juni/Juli 590 in Ktesiphon gekrönt. Schon nach kurzer Zeit wurde er aber von Rebellen unter Bahram Tschobin vertrieben. Nach einem ersten Gefecht gelang es Bahram, in Ktesiphon einzumarschieren, wo er sich zum König krönen ließ. Chosrau II. floh derweil ausgerechnet in das Oströmische Reich, obwohl sich dieses seit 572 im Krieg mit Persien befand.
Kaiser Maurikios gewährte ihm schließlich seine Unterstützung bei der Wiedererlangung des Thrones. Sassanidische und römische Truppen unter dem Oberbefehl des kaiserlichen Heermeisters Narses zogen (zum ersten und einzigen Mal) gemeinsam in den Kampf und besiegten Bahram Tschobin, so dass Chosrau II. 591 wieder auf den Thron gelangte. Als Gegenleistung verzichtete er im Friedensvertrag mit Ostrom auf einige umstrittene Gebiete in Mesopotamien, Armenien (bis zur damaligen Hauptstadt Dvin) und Georgien bis hin nach Tiflis. Die Gebietsabtretungen waren insgesamt recht moderat, wenn man etwa die Teilung Armeniens 387 bedenkt, bei der Persien 4/5 erhalten hatte (siehe Persarmenien). Dennoch betonen Forscher, dass die Gewinne einen nicht unbeträchtlichen Prestigegewinn darstellten und für die Römer strategisch vorteilhaft waren. Die Beziehungen zwischen Maurikios und Chosrau II., der angeblich vom Kaiser adoptiert wurde, waren in den folgenden Jahren aber zumindest oberflächlich ausgesprochen gut, wofür sich Chosrau anscheinend auch recht stark bemühte. Chosrau versuchte nun seine Stellung in Persien zu konsolidieren und seine Onkel Bindoe und Bistam zu beseitigen. Im Fall von Bindoe gelang dies auch, doch Bistam konnte sich in die Provinz Deylam absetzen, wo er sich mehrere Jahre hielt und sogar Münzen prägen ließ, bevor er schließlich ermordet wurde.

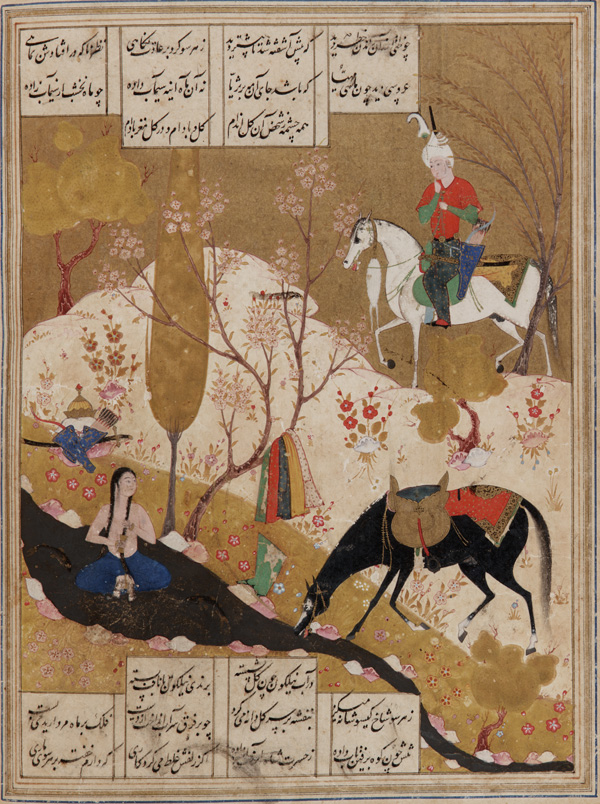
Chosrau II. entdeckt Schirin. Chosrau und Schirin, persische Miniaturmalerei, 1550

Chosrau II. heiratete die Christin Schirin, deren Sohn Mardanschah er zum Nachfolger einsetzen wollte, wobei er noch andere Kinder von anderen Frauen hatte (so von der Christin Maria bzw. Maryam). Um Chosrau und Schirin rankten sich später mehrere Legenden, die Ehe scheint glücklich verlaufen zu sein und diente (anders als die meisten sassanidischen Königsehen) nicht allein der Sicherstellung von Nachwuchs. Schirin verfügte am Hof anscheinend über beachtlichen Einfluss, zumal ihr Chosrau viel Freiraum ließ und zahlreiche Gunstbeweise schenkte. Dies allerdings stieß in zoroastrischen Hofkreisen auf Ablehnung (die sich auch an Schirins christlicher Herkunft störten) und scheint bei der späteren Ermordung Chosraus eine gewisse Rolle gespielt zu haben.
Chosraus Hof soll eine sagenhafte Pracht entfaltet haben, zumal der Großkönig, aufgrund des rigiden, aber effektiven Steuersystems, über gewaltige Einkommen verfügen konnte. Einen nicht geringen Anteil daran hatte Yazdin, der als eine Art „Finanzminister“ fungierte und die Finanzen sanierte. Chosraus Verhältnis zum Christentum war kompliziert: Seine Ehefrauen Maria und Schirin waren Christinnen, ebenso wie Yazdin Christ war, doch scheint er Miaphysiten und Nestorianer gegeneinander ausgespielt zu haben. So favorisierte Chosrau II. wohl einige Zeit die Miaphysiten, vielleicht auch unter dem Einfluss von Schirin und dem königlichen (ebenfalls christlichen) Leibarzt Gabriel von Schiggar, die beide dieser Glaubensrichtung anhingen. Durch seine christenfreundliche Politik, die jedoch wohl realpolitisch motiviert war, machte er sich allerdings bei den zoroastrischen Priestern unbeliebt, die bereits die tolerante Politik unter Hormizd kritisiert hatten.
Nach dem Tod seines Gönners Maurikios Ende 602 gab sich Chosrau gegenüber dessen Nachfolger Phokas, der auch Maurikios’ Familie hatte auslöschen lassen, als Rächer. In syrischen Chroniken etwa wird berichtet, dass Chosrau um Maurikios öffentlich geweint und Trauerkleidung angezogen haben soll. Schließlich habe er sich an den Römern für den Mord rächen wollen. Sicherlich verfolgte Chosrau aber eigene Pläne und nutzte die günstige Gelegenheit. Er präsentierte auch einen Mann, der sich als Theodosios ausgab, der älteste Sohn des ermordeten oströmischen Kaisers, der das Massaker angeblich überlebt habe. Dies diente Chosrau, der anscheinend nie wirklich mit den Gebietsabtretungen von 591 glücklich gewesen war, als Anlass, um ab 603 gegen Ostrom vorzugehen. Damit begann der „letzte große Krieg der Antike“.

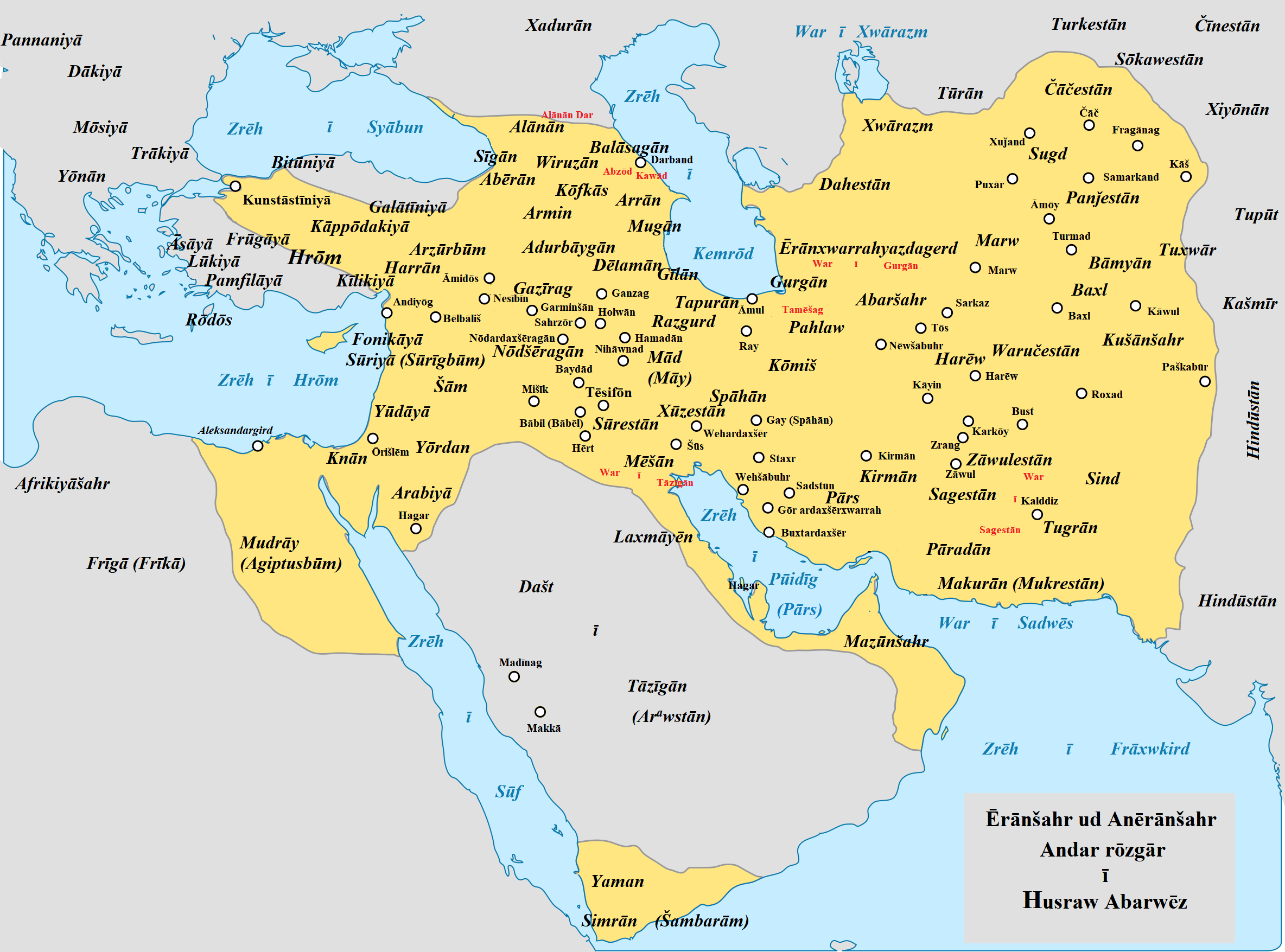
Das Sassanidenreich und seine Orte um 620 n. Chr.

Unter Phokas (602–610) konnte sich Ostrom noch einigermaßen verteidigen, wobei allerdings Armenien und Teile Mesopotamiens verloren gingen, nicht zuletzt infolge einer Revolte des kaiserlichen Feldherrn Narses. Chosrau ließ dabei das oströmische Gebiet in Nordmesopotamien systematisch Festung um Festung einnehmen, da er offenkundig plante, es dauerhaft zu annektieren. Seit der Thronbesteigung des Herakleios im Oktober 610 eilten die sassanidischen Truppen, die im Frühjahr 611 den Euphrat überschritten, dann von Sieg zu Sieg. Dies war auch der Tatsache geschuldet, dass es im Oströmischen Reich zunächst zu Kämpfen zwischen herakleios- und phokastreuen Truppen kam und somit nur begrenzt organisierter Widerstand möglich war; allerdings ging auch Herakleios teils in die Offensive, wie etwa im Jahre 613. Dieser Gegenangriff scheiterte allerdings, als das kaiserliche Heer in Syrien vernichtend geschlagen wurde. Nun eroberten die persischen Truppen unter dem Befehl der Generäle Schahin und Schahrbaraz bis 619 Syrien und Ägypten, die dauerhaft in das Reich eingegliedert werden sollten; selbst Kleinasien wurde geplündert und das Heilige Kreuz 614 aus Jerusalem fortgeführt und nach Ktesiphon gebracht. Es schien so, als sei das alte Achämenidenreich wieder erwacht und das Ende von Ostrom gekommen. 626 belagerten Perser und Awaren gar gemeinsam Konstantinopel, welches sich jedoch trotz der Abwesenheit des Kaisers dank der starken römischen Flotte halten konnte (siehe Belagerung von Konstantinopel (626)).
Doch war der Höhepunkt des Perserkriegs bereits überschritten, denn Herakleios, der die Verteidigung zum „Heiligen Krieg“ erklärt hatte, drang ab 622 in insgesamt drei Feldzügen tief in den persischen Herrschaftsraum ein. Es gelang ihm in diesem Zusammenhang, zahlenmäßig überlegene persische Verbände mehrfach auszumanövrieren und einzelne Verbände zu schlagen. Die militärische Bedeutung dieser Gefechte war zwar begrenzt, da der Kaiser niemals auf die sassanidische Hauptstreitmacht traf, doch strapazierten sie die Geduld des persischen Adels und untergruben die Autorität des Königs. Insgesamt erwies sich Herakleios aber zweifellos als ein geschickt agierender General, während Chosrau anscheinend nicht aktiv an militärischen Planungen beteiligt war. Mit Schahrbaraz, seinem bedeutendsten General, überwarf sich der König Anfang 627, so dass sich jener mit dem Kaiser verständigte und mit seiner Armee fortan nicht mehr in die Kämpfe eingriff.

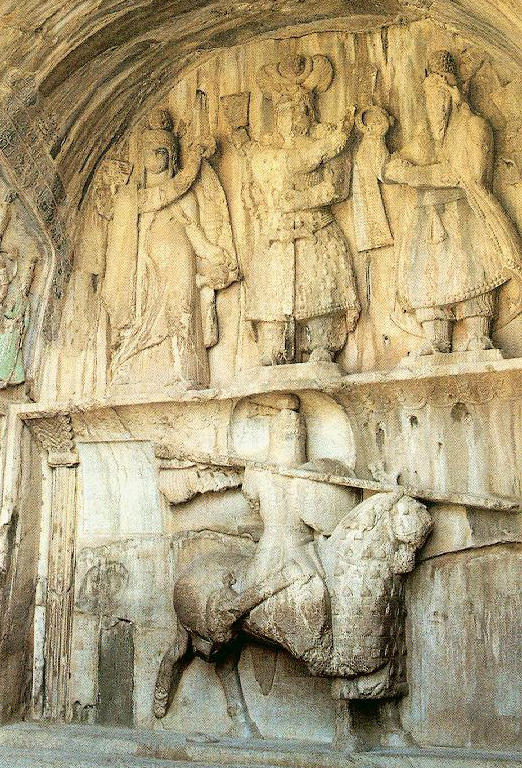
Chosrau II. als Panzerreiter (Detail des großen Iwans in Taq-e-Bostan in der westiranischen Provinz Kermanschah)

Das Ende für Chosrau kam mit der Niederlage der Perser in der Schlacht bei Ninive im Dezember 627, in der der persische General Rhazates fiel, zumal die besseren persischen Truppen nicht effektiv in die Kämpfe eingriffen. Zugleich griffen die Kök-Türken, die seit den 560er Jahren die Nordostgrenze bedrohten, in Absprache mit Herakleios das Sassanidenreich an, was Persien in einen Zweifrontenkrieg verwickelte. Tatsächlich hatte Chosrau davon profitiert, dass an der Steppengrenze zuvor Ruhe geherrscht hat, da der türkische Khagan Tardu durch Aufstände gebunden gewesen war und 603 getötet wurde. Nun jedoch drohte den Persern, was sie sonst immer vermeiden wollten: ein Zweifrontenkrieg gegen Römer und Türken (die sich aber mit Raubzügen und einzelnen Vorstößen zufriedengaben).
Chosrau ergriff die Flucht aus seiner Lieblingsresidenz Dastagird und floh nach Ktesiphon, das er längere Zeit gemieden hatte. Dort konspirierte jedoch Chosraus ältester Sohn Siroe mit mehreren Adligen und Offizieren, darunter auch ein Sohn Yazdins, der bereits einige Zeit vorher im Rahmen einer Christenverfolgung (Martyrium von „Anastasios dem Perser“) von Chosrau hingerichtet worden war. Offenbar fürchteten die Adligen um ihre von den Türken bedrohten Ländereien und wollten den endlosen Krieg mit den Römern daher abbrechen; etwas, das mit Chosrau aber nicht zu machen war. Führende Große hatten nun jegliches Vertrauen in den König verloren. Als wie folgenreich das türkische Eingreifen wahrgenommen wurde, belegen chinesische Quellen, die lediglich davon sprechen, die Perser seien von den Türken besiegt worden, und Herakleios überhaupt nicht erwähnen.

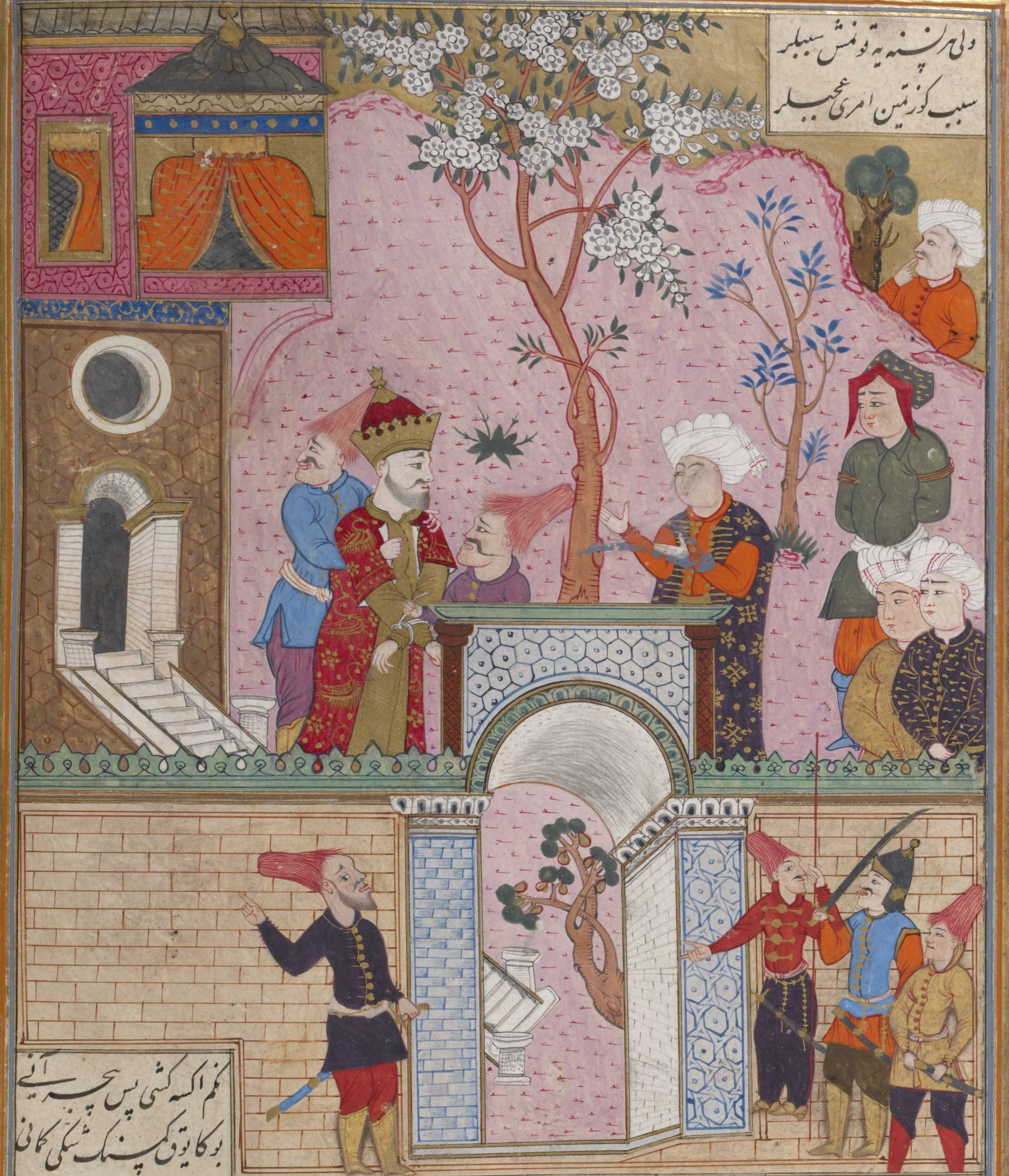
Absetzung von Chosrau II., Schahname Sharif Amidis, Istanbul 1616–1620

Chosrau II. wurde im Februar 628 abgesetzt und ins Gefängnis geworfen, wo er nach vier Tagen ermordet wurde. Siroe leitete nun ein Blutbad unter seinen Geschwistern ein (Mardanschah soll vor den Augen Chosraus ermordet worden sein), um seine Macht zu festigen, und bestieg als Kavadh II. den Thron. Er leitete, wie von seinen Anhängern gefordert, sogleich Friedensverhandlungen mit Herakleios ein. Nach dem frühen Tod Kavadh II. Siroes im September 628 versank Persien jedoch in Chaos und Bürgerkrieg und konnte sich erst unter Yazdegerd III. wieder einigermaßen stabilisieren. Die Sassaniden verloren im Friedensvertrag von 629/30 alle zeitweilig eroberten Gebiete wieder an die Oströmer und waren aufgrund der folgenden inneren Wirren derart geschwächt, dass die Araber bei ihrer bald darauf folgenden Eroberung des Reiches recht leichtes Spiel hatten (siehe dazu Islamische Expansion). Dabei erwies sich auch die Beseitigung des Pufferstaates der Lachmiden zu Beginn des 7. Jahrhunderts, die bis dahin die Grenzsicherung in diesem Raum für Persien übernommen hatten, rückblickend als ein schwerer Fehler Chosraus II.
In der historiographischen Überlieferung wird der Beginn von Chosraus Regierungszeit und auch er persönlich positiv geschildert: Der neue König galt als mutig und als scharfsinnig, die Pracht seines Hofes wird betont gewürdigt. Das ändert sich mit der Schilderung der zweiten Regierungshälfte, als er den Krieg gegen Ostrom beginnt, der mit dem beginnenden Niedergang seine Reiches endete, wobei der steigende Steuerdruck, das Misstrauen des Königs und der lange Krieg sich negativ auswirkten. Die jahrelangen Kampfhandlungen waren bis zur gegenseitigen Erschöpfung geführt worden. Georg von Pisidien machte denn auch keinen Hehl aus seiner Freude über die Niederlage des verhassten Perserkönigs. In diesem Sinne war Chosrau II. für die Zerstörung der alten Weltordnung mitverantwortlich, welche die gesamte Spätantike zwischen Ostrom und Persien bestanden hatte. Diese wurde infolge der arabischen Eroberungen durch eine neue Ordnung ersetzt, in der das Kalifat den Platz des Sassanidenreichs einnahm und gegen das Ostrom-Byzanz um die reine Existenz kämpfen musste. Die Krone Chosraus wurde bei der Eroberung Ktesiphons durch die Araber erbeutet und anschließend in der Kaaba in Mekka aufgehängt.
Zum Perserkrieg siehe auch Herakleios sowie Römisch-Persische Kriege.

## Rezeption

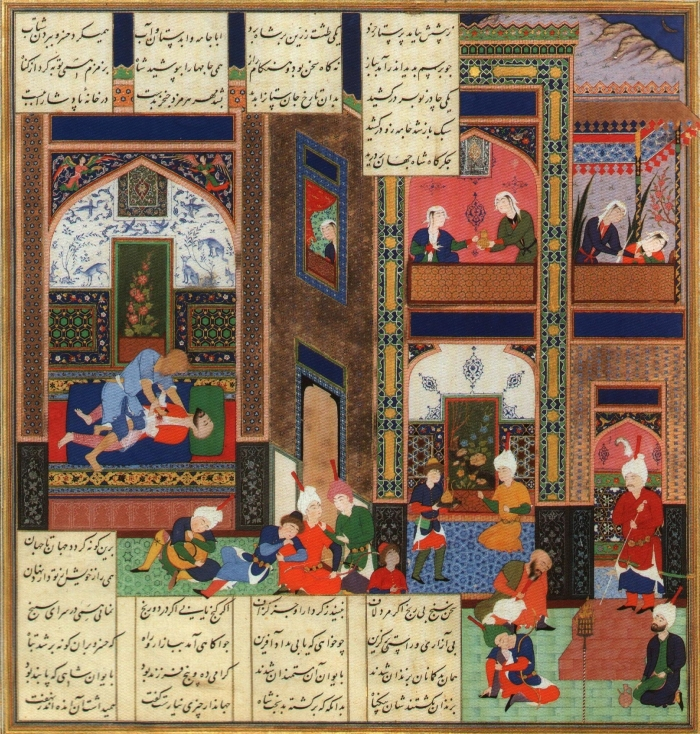
Ermordung von Chosrau II. Schahname, 1535

In mehreren Quellen wird Chosrau II. – vielleicht zu Unrecht – zumeist als Despot reinsten Wassers beschrieben, wenngleich ihn etwa Tabari durchaus auch positiv beschreibt. Sein Leben fand einen Widerhall in zahlreichen persischen Epen wie Chosrau und Schirin (am bekanntesten von Nezāmi), das seine Liebe zu der Christin Schirin beschreibt. Er ist auch eine in den Geschichten aus Tausendundeiner Nacht auftretende Figur (ANE 123 – Chosrau, Schirin und der Fischer).